# Kirarin Revolution
Kirarin Revolution (яп. きらりん☆レボリューション Кирарин☆Рэборю:сён, Революция пузырьков) — сёдзё-манга, написанная Ан Накахарой. Название происходит от дебютного сингла японской певицы Кирари. Впервые выпускалась издательством Shogakukan в ежемесячном журнале Ciao Magazine. Манга получила премию Shogakukan, как лучшее кодомо 2007 года.
На основе сюжета совместно японской студией Nippon Animation и корейской — SynergySP бы создан аниме-сериал, который впервые транслировался в Японии по телеканалу TV Tokyo с 7 апреля 2006 года по 27 марта 2009 года. Всего были выпущены 153 серии. Начиная с 103 серии можно увидеть использование 3D графики.

## Сюжет
Кирари Цукисима — 14-летняя девочка, которая живёт только ради вкусной еды и абсолютно не интересуется миром эстрады и звёзд. Однажды, когда она спасает черепашку, которая застряла в дереве, то встречает красивого и нежного мальчика по имени Сэйдзи, который дает ей билет на концерт SHIPS (популярную поп-группу) в знак благодарности за спасение его питомца. Когда Кирари отправляется на концерт, другой мальчик выхватывает рвет её билет, предупреждая Кирари держаться подальше от Сэйдзи, потому что она и Сэйдзи живут в разных мирах.
Но Кирари всё таки пробирается на концерт у узнаёт, что Сэйдзи и мальчик, разорвавший билет являются членами группы SHIPS.
Позже Кирари поняла смысл в словах «разные миры» и решила не сдаваться и сама стать поп-звездой. Однако это потребует массу таланта, годы кропотливой тренировки. Помимо этого Кирари предстоит столкнуться с многочисленными конкурентами, которые будут мешать продвижению главной героине по карьерной лестнице и использовать против неё порой грязные методы, вовлекая девушку в скандалы. Но никто не сумеет остановить железную волю и стремление к победе Кирари.

## Список персонажей
Кирари Цукисима (яп. 月島 きらり Цукисима Кирари)
14-летняя девушка, которая решила стать поп-идолом, чтобы доказать, что достойна Сэйдзи. Она слишком неуклюжая, доверяет всем в подряд и порой ей не хватает здравого смысла. Несмотря на отсутствие таланта, она очень трудолюбивая. Кирари вероятно может понимать язык животных. Кирари имеет необычную способность превращать все художественные проекты в формы грибов. Она становится членом поп-дуэта под названием Kira Pika вместе с Хикару Мидзуки, которая очень талантливая, но не может преодолеть страх перед сценой. Позже Кирари входит в группу под названием «Млечный путь» с двумя другими девушками. После того, как у Кирари появляется множество друзей и поклонников, она держит плотную связь Хирото и Сэйдзи. Позже возникает любовный треугольник. С начало Кирари влюбляется в Сэйдзи из-за красивой внешности а позже Хирото, как хорошего друга, который ей всегда помогал. Позже Кирари выбирает Хирото, а с Сэйдзи остаётся хорошими друзьями, хотя она всё ещё любит его. Она в конце признаётся Хирото в любви, в манге они целуются два раза.
Сэйю: Кохару Кусуми
На-сан (яп. なーさん На: сан)
Кот-гений Кирари. Он может шить, готовить и делать другие дела. Получил признание за его большой ум и умение петь. Он даже умеет чинить торговые автоматы. Выполняет роль талисмана Кирари и помогает ей всегда во всём. Позже выясняется, что он знает английский язык и высшую математику.
Сэйю: Тигуса Икэда
Хирото Кадзама (яп. 風真 宙人 Кадзама Хирото)
Член группы SHIPS. Стал поп-звездой в возрасте 12 лет и объединился с Сэйдзи. Впервые познакомился с Кирари, когда разорвал её билет на концерт, считая, что она не достойна быть рядом с Сэйдзи. Позже долгое время дразнил её, называл глупой, бездарной и даже отказывался помогать в трудных ситуациях. Хотя позже начинает заботиться о ней и даже влюбляется. Хирото живёт баз родителей с 4 младшими братьями и в ответе за них. Несмотря на то, что позже поддерживает любовные отношения между Кирари и Сэйдзи, сам любыми способами пытается завоевать сердце Кирари. В конце аниме он признаётся в любви Кирари и они начинают встречаться.
Сэйю: Акио Суяма
Сэйдзи Хиватари (яп. 日渡 星司 Хиватари Сэйдзи)
Ему 15 лет. Он член группы SHIPS. А также главный объект любви Кирари. Он стал поп-идолом в возрасте 12 лет, когда объединился с Хирото. Очень богатый и его родители не желают, чтобы Сэйдзи был поп-звездой и хотят, чтобы он женился на девушке из другой богатой семьи. Очень дружелюбно относится к Кирари, как ко младшей сестре хотя ревнует, будучи став свидетелем развития отношений между Кирари и Хирото. Но при этом признают, что его чувства к Кирари не такие глубокие, как у Хирото. Часто он оставляет специально Кирари и Хирото наедине, чтобы те могли дальше развивать свои взаимные чувства. Когда он бродит по городу, то маскируется под отаку. В 91 серии у него было первое свидание с Кирари.
Сэйю: Соитиро Хоси
Ноэру Юкино (яп. 雪野 のえる Юкино Ноэру)
Ей 14 лет. Она спортивная девушка и любит заниматься спортом. Он член группы «Млечный путь». Из-за любви ко спорту, она сначала отказывается присоединиться к Кирари, но потом передумывает. В детстве по словам Ноэру, её лучшим другом был Клауди но она с ним поссорилась, но всё ещё надеется, что однажды померится с ним.
Сэйю: Саяка Китахара
Кобэни Ханасаки (яп. 花咲 こべに Ханасаки Кобэни)
Ей 14 лет. Ходит всегда к кристальным шаром и носит очки. Она член группы «Млечный путь». Когда выступает на сцене, всегда снимает очки. Как и Ноэру сначала отказалась присоединиться к Кирари, как к лидеру группы, так как считала, что слишком хороша для этого. Но позже передумала.
Сэйю: Ю Киккава
Хикару Мидзуки (яп. 観月 ひかる Мидзуки Хикару)
Впервые появляется в 62 серии. Она была поп-идолом в 13 лет образовала вместе с Кирари группу Kira Pika. Но пара была вскоре расформирована. После этого Хикару стала относится к Кирари как к учителю и продолжила карьеру качестве солиста. Её друг детства — Ватару.
Сэйю: Май Хагивара
Аои Кирисава (яп. 霧沢 あおい Кирисава Аои)
Ей 14 лет. Она уже стала поп-идолом. Очень добрая и отзывчивая а также победила в 15 соревновании Нодзё. Однако закончила свою карьеру и путешествует по всему миру, играя на гитаре. Она и Кирари становятся хорошими друзьями.
Сэйю: Тива Сайто
Араси Амамия (яп. 雨宮 嵐 Амамия Араси)
Друг детства Кирари, который переехал в Осаку, когда обоим было по 6 лет. Он фокусник и прибегает ко всем способам, чтобы Кирари прекратила карьеру поп-звезды и стала его женой. Очень ревнует из-за Хирото и Сэйдзи и пытается помешать ему.
Сэйю: Такафуми Каваками
Эрина Огура (яп. 小倉 エリナ Огура Эрина)
Поп-звезда. Хотя она и Кирари спонсируются одной и той же компанией, Элина видит в Кирари потенциальную соперницу. Используя свой шарм, она с помощью других пытается помешать продвижению Кирари по карьерной лестнице. До Кирари имела безупречную репутацию и была известна как принцесса.
Сэйю: Масако Дзё
Фубуки Тодо (яп. 藤堂 ふぶき То:до: Фубуки)
Одна из главных соперниц Кирари. Которая из модели превратилась в поп-идола. Считает, что Кирари не достойна считать семя поп-идолом. Имеет очень испорченный характер, так как родом из богатой семьи.
Сэйю: Норико Ситая
Идзуми Амакава (яп. 天川 いずみ Амакава Идзуми)
Работает в той же компании, что и Кирари. Считает её главной любовной соперницей Хирото. На вид очень милая и обаятельная, но буквально срезу выражает ненависть к Кирари. Она также украла первый поцелуй у Хирото и продолжала издеваться над Кирари, пока её не на ругал Хирото, чтобы она перестала трогать Кирари. Во время показа мод выясняется, что Идзуми была другом детства Хирото и тот пообещал стать для неё поп-идолом. Но тот нарушил цель обещания и объединился с Сэйдзи. Также выясняется, что Изуми на самом деле — парень.
Сэйю: Рёка Юдзуки
Аканэ Минами (яп. 南 あかね Минами Аканэ)
Аканэ является поп-идолом и работает на компанию Хигасияма, там же, где Фубуки и Идзуми. Она считается одним из высших поп-идолов наравне с Аой Кирисавой. Очень уважает компанию спонсора, так как благодаря ей она стала знаменитой. Несмотря на её неспособность танцевать из-за травмы в детстве, она будет делать всё, чтобы помешать Кирари идти вверх по карьерной лестнице и даже будет вызывать саботажи, связанные якобы с Кикари. Но позже начинает уважать её, и хочет стать такой как она (доброй и честной).
Сэйю: Саюри Ёсида
Аёми Куроди (AKA Cloudy)
Новый поп-идол, работает в компании Хигасияма. Флиртует поначалу с Кирари, но на самом деле его главная цель это навредить Кирари, так он начинает шантажировать Кирари и Хироту фотографией, где они обнимаются. Однако вскоре он действительно влюбляется в Кирари и добровольно покидает компанию, поняв, что не сможет навредить ей.

## Список серий аниме
| #   | Название | Дата выхода |
| --- | --- | ----------- |
|     | |             |
| 01  | Kirarin! Idol Revolution!! «Kirarin! Aidoru Reboryūsyon!!» (きらりん!アイドル革命(レボリューション)!!)                                            | 2006-04-07  |
| 02  | Heart Pounding! SHIPS Audition!! «Dokidoki! SHIPS AUDITION!!» (ドキドキ! SHIPSオーディション!!)                                                   | 2006-04-14  |
| 03  | Aaah! Aim for a Commercial Debut!! «Kyart! Mezase CM DEBUT!!» (キャー! めざせCMデビュー!!)                                                        | 2006-04-21  |
| 04  | Shock! Papa is Against It!? «Gabiin! Papa ga Hantai!?» (ガビーン! パパが反対!?)                                                                   | 2006-04-28  |
| 05  | That can't be! The first job!! «Arienaai! Hajimete no oshigoto!!» (ありえなーい!初めてのお仕事!!)                                                 | 2006-05-05  |
| 06  | So tired! Idol training!! «Hero hero~! Aidolu shugyou!!» (ヘロヘロ〜ッ!アイドル修行!!)                                                            | 2006-05-12  |
| 07  | Boee~! Challenge to a song!! «Boee~! Uta e no chousen!!» (ボエ〜ッ!歌への挑戦!!)                                                                  | 2006-05-19  |
| 08  | Oh no! Live at first stage!! «Awawawa! Hatsu suteeji de namahousou» (あわわわ!初ステージで生放送!!)                                               | 2006-05-26  |
| 09  | Surprise! Illusionist Arashi!! «Zabaan! Iiriyujiyonisuto Arashi ya!!» (ザバーン!イリュージョニスト嵐や!!)                                         | 2006-06-02  |
| 10  | Exciting! Transfer to Idol School!! «Ukiuki! Aidolu SCHOOL ni tenkou!!» (うきうき!アイドルスクールに転校!!)                                       | 2006-06-09  |
| 11  | Wham! I'm the Heroine!? «Dokaan! Atashi ga HEROINE!?» (どかーん!アタシがヒロイン!?)                                                               | 2006-06-16  |
| 12  | Ooooh! Drama Date!! «Noon! Dorama na DATE!!» (のーん!ドラマなデート!!)                                                                            | 2006-06-23  |
| 13  | Smack! Fantastic Kiss!? «Chu! fantasutikku kisu!?» (Chu! ファンタスティックキス!?)                                                                | 2006-06-30  |
| 14  | 'Is it Love'! Is it SHIPS? Is it Confrontation? «Koi kana? SHIPS kana? Taiketsu kana?» (「恋☆カナ」! SHIPSかな? 対決かな!?)                       | 2006-07-07  |
| 15  | 'Is it Love'! Enter the Music Charts!? «「Koi☆Kana」! Chāto In Kana?» (「恋☆カナ」!チャートインかな?)                                             | 2006-07-14  |
| 16  | All Right! The Troubling Audition!! «Yōsshi! Mō Taihen Ōdisyon!!» (ヨーッシ!モー大変オーディション!!)                                             | 2006-07-21  |
| 17  | Heartbeat! The Swimming Meet of Only Idols!! «Doki! Aidoru Dake no Suiei-Taikai!!» (どきっ!アイドルだけの水泳大会!!)                              | 2006-07-28  |
| 18  | Kirari... Summer Vacation Together With Sayaka and Miku «Kirari...Sayaka to Miku to Natsuyasumi» (キラリ...さやかとみくと夏休み)                  | 2006-08-04  |
| 19  | Creepy! The Charged Report of Fear «Zozo! Kyōhu no Totsugeki Ripōto» (ゾゾ〜ッ!恐怖の突撃リポート)                                                | 2006-08-11  |
| 20  | Na! My Brother Who Returned!! «Na! Kaette Kita Mai Burazā!!» (Na! 帰ってきたマイブラザー!!)                                                       | 2006-08-18  |
| 21  | Meow! Idol Battle Against the Super Fubuki!! «Myā! Aidoru Batoru wa Chō Hubuki!!» (みゃ〜!アイドルバトルは超ふぶき!!)                             | 2006-08-25  |
| 22  | Shock! Kiss With Whom In the Wedding!? «Zuki! Kissu wa Dare to Wedingu!?» (ズキッ!キッスは誰とウェディング!?)                                     | 2006-09-01  |
| 23  | Stitch Stitch!? Secret Dress and Brother Hiro! «Chikuchiku!? Himitsu no Doresu to Hiro Nii-chan!» (チクチク!?ひみつのドレスと宙兄ちゃん!)         | 2006-09-08  |
| 24  | Ding! Love Song Echoing By the Sea... «Kyun! Umi de Yurarete Koi no Uta...» (きゅん!海で揺られて恋の詩...)                                        | 2006-09-15  |
| 25  | Heart Pounding! Announce "Love Fireworks" «Dokān! to Happyō「Koi-Hanabi」!!» (ドカーン!と発表「恋花火」!!)                                        | 2006-09-22  |
| 26  | Decision! Hot Idol Winner: Na! Mya! Ya! «Kettei! Hotto Aidoru Syō wa Nā! Myā! Yān!» (決定!ホットアイドル賞はなー!みゃ〜!やーん!)                  | 2006-09-29  |
| 27  | Cream Puff! Super Fast Talk Explosive Laughter «Shūkurīmu! Mashingan Tōku de Daibakusyō» (シュークリーム!マシンガントークで大爆笑!!)              | 2006-10-06  |
| 28  | Na Na Na! Naa-san Revolution!! «Nanana! Nā-san☆Reboryūsyon!!» (なななっ!なーさん☆レボリューション!!)                                              | 2006-10-13  |
| 29  | Panic! Idols' Big Battle Against Tests! «Panikku! Idol tachi no Tesuto Daisakusen!» (パニック!アイドルたちのテスト大作戦!)                        | 2006-10-20  |
| 30  | Click! The Big Scoop At the School Festival!? «Kasha! Gakuensai De Daisukuupu!?» (カシャッ!学園祭で大スクープ!?)                                  | 2006-10-27  |
| 31  | Ah! Love's Stray in New York!? «Nyattsu! Koi No Meiro No Nyuuyooku!?» (ニャッツ!恋の迷路のニューヨーク!?)                                         | 2006-11-03  |
| 32  | Meow~! Tina and Kirari's Revolution «Myao~! Tina To Kirari No Reboryuushon» (ミャオ〜!ティナときらりのレボリューション)                           | 2006-11-10  |
| 33  | Sheep's Eyes! Actress's Soul in the Ocean «Nagashime! Oounabara Ni Joyuu-Damashii!!» (流し目!大海原に女優魂!!)                                    | 2006-11-17  |
| 34  | Hiro-kun! Grandma's Cat Road of Love!? «Hiro-ku~n! Obaa-chan Koi No Nekomichi!?» (宙く〜ん!おばあちゃん恋の猫道!?)                                | 2006-11-24  |
| 35  | Fire! Chief Kirari VS Phantom X!! «Faiyaa! Kirari Shochou Baasasu Kaitou Ekkusu!!» (ファイヤー!きらり署長VS怪盗X!!)                               | 2006-12-01  |
| 36  | Naa, Mya~ Wani-! No.1 Pet Tournament!! «Naa·Mya~·Wanii! Nanbaawan Petto Ketteisen!!» (なー·みゃ〜·わにー!No.1ペット決定戦!!)                      | 2006-12-08  |
| 37  | Kasumi♪ Cinderella of the spring wind «Kasumi♪Harukaze no Shinderera♪» (かすみ♪春風のシンデレラ♪)                                                 | 2006-12-15  |
| 38  | Confession!? SHIPS' Birthday! «Kokuhaku!? SHIPS no Bāsudei!!» (告白!?SHIPSのバースデイ!!)                                                         | 2006-12-22  |
| 39  | «Gōjasu!! Toppu Aidoru Utagassen!!» (ゴージャス!!トップアイドル歌合戦!!)                                                                          | 2007-01-05  |
| 40  | So Long Naa-san!? See You AgaiNAA!! «Sayonara Nāsan!? Mata·Nā!!» (さよならなーさん!?また·なー!!)                                                  | 2007-01-12  |
| 41  | «Aoi! Kirari!! Babān to Supesyaru Sutēji» (あおい!きらり!!ババーンとスペシャルステージ)                                                           | 2007-01-19  |
| 42  | Pink! Transform into EatRanger! «Pinku!! Henshin Kirarin Taberunjā!» (ピンク!!変身きらりんタベルンジャー!)                                        | 2007-01-26  |
| 43  | Crab! Arashi's Aqua-Illusion!! «Kanī! Arashi no Akua Iryūjon!!» (カニー!嵐のアクアイリュージョン!!)                                               | 2007-02-02  |
| 44  | IQ! Kirari's Quiz Showdown with a Genius!! «IQ! Kirari to Tensai Kuizu Batoru!!» (IQ!きらりと天才クイズバトル!!)                                  | 2007-02-09  |
| 45  | It's a Miracle! Naa-san Circus!! «Mirakuru! Nāsan Sākasu!!» (ミラクル!なーさんサーカス!!)                                                         | 2007-02-16  |
| 46  | Kame-saan! Will SHIPS Disband!? «Kame-Sān! SHIPS ga Kaisan!?» (カメさ〜ん!SHIPSが解散!?)                                                          | 2007-02-23  |
| 47  | Makeover! Here I Come, Erina, the Student Gang Leader!! «Imechen! Sukeban Erina Sanjō!!» (イメチェン!スケバンエリナ参上!!)                        | 2007-03-02  |
| 48  | Kirari and Akane!? A Splendid Showdown!! «Kirari to Akane!? Karē naru Taiketsu!!» (きらりとあかね!?カレーなる対決!!)                              | 2007-03-09  |
| 49  | Catch! Perform a Galaxy Dance Splendidly!? «Kyācchi! Kirari to Kimero Gyarakushī Dansu!?» (キャ〜ッチ!キラリとキメろギャラクシーダンス!?)         | 2007-03-16  |
| 50  | «Zenkoku Tsuā! Yuki no Daichi ni Moeru Koi!?» (全国ツアー!雪の大地に燃える恋!?)                                                                   | 2007-03-23  |
| 51  | Shine! The diamond idol queen!! «Kagayake! Daiyamondo Aidoru Kuīn!!» (輝け!ダイヤモンドアイドルクイーン!!)                                        | 2007-03-30  |
| 52  | Play Ball! Kirari starts the game ☆ Season-opening ceremony! «Purei bo-ru!! Kirari Kaimaku ☆ Shikyuushiki!» (プレイボール!!きらり開幕☆始球式!)    | 2007-04-06  |
| 53  | Hello☆Welcome to Kirarin Cafe♥ «Irassyai-mase ☆ Kirarinn Cafe e Yōkoso♥» (いらっしゃいませ☆きらりんカフェへようこそ♥)                             | 2007-04-13  |
| 54  | Myuu♥Naa in Love!? Kirari Duels!! «Myū♥Nā·Koi!? Kirari Kettō!!» (ミュウ♥なー·恋!?キラリ決闘!!)                                                    | 2007-04-20  |
| 55  | Unbelievable! Mushroom in Manga Training!? «Arienasū! Manga Syugyō de Kinokō!?» (アリエナス〜!まんが修行でキノコ〜!?)                             | 2007-04-27  |
| 56  | Kiss! Hiroto and Izumi 'Declaration of Lover!?' «Kisu! Hiroto×Izumi「Koibito Sengen!?」» (KISS!宙人×いずみ「恋人宣言!?」)                         | 2007-05-04  |
| 57  | Yoka! A Tearful Scoop at a Triangle Battle!? «Yoka! Sankaku Batoru de Namida no Sukūpu!?» (よかっ!三角バトルで涙のスクープ!?)                     | 2007-05-11  |
| 58  | Clouds of Steam! Mission : Guard Hiroto!! «Yukemurī〜! Hiroto o Mamore Daisakusen!!» (ユケムリ〜!宙人を守れ大作戦!!)                              | 2007-05-18  |
| 59  | Wow!? A Mir･a･cle of a Girl in Summer Kimono! «Hyō!? Yukata-Musume no Ki·Se·Ki!» (ヒョー!?浴衣娘のキ·セ·キ!)                                      | 2007-05-25  |
| 60  | To Outer Space! Kirari☆ in the End of the Earth «Uchū e! Chikyū Saigo no Kirari☆» (宇宙へ!地球最期のキラリ☆)                                      | 2007-06-01  |
| 61  | Revolution!! A Flower Clock of a Girl and Kirari «Reboryūsyon!! Shōjo to Kirari no Hana-Dokei» (レボリューション!!少女ときらりの花時計)           | 2007-06-08  |
| 62  | Hikaru ☆ A Cocky Candidate for Idol! «Hikaru ☆ Namaiki Aidoru Kōhosē!» (ひかる☆なまいきアイドル候補生!)                                           | 2007-06-15  |
| 63  | Strain! Kirari and Hikaru's First Performance!! «Do-Kinchō! Kirari to Hikaru Hatsu Sutēji!!» (どキンチョー! キラリと光る初ステージ!!)             | 2007-06-22  |
| 64  | Smash! A Victory Pair·Huu? «Sumasshu! Bikutorī-Pea da·Hū?» (スマッシュ! ビクトリーペアだ·フゥー?)                                                 | 2007-06-29  |
| 65  | Kira☆Pika♪ in a Pinch!? They are NS!! «Kira☆pika♪ Pīnchi!? Hutari wa NS!!» (きら☆ぴか♪ピーンチ!? ふたりはNS!!)                                    | 2007-07-06  |
| 66  | Shoot! I Wish Fan Letters Would Touch Her Heart!! «Shūto! Hāto ni Todoke Fan Retā!!» (シュート! ハートに届けファンレター!!)                       | 2007-07-13  |
| 67  | Audition! Our Rival is SUPERNOVA!! «Ōdisyon! Raibaru wa Sūpānova!!» (オーディション! ライバルはスーパーノヴァ!!)                                  | 2007-07-20  |
| 68  | Horror! Specter-Buster is at Work! «Horā! Yōkai Bastā Syutsudō Chū!» (ホラ〜ッ! 妖怪バスター出動チュー!)                                          | 2007-07-27  |
| 69  | Hi!! Comedy Competition·Why!? «Dōmō!! Owarai Taikai·Nande-yanēn!?» (ど〜も〜!! お笑い大会·なんでやね〜ん!?)                                       | 2007-08-03  |
| 70  | Kirarin☆Cologne! I Might be Happy «Kirarin☆Koron! Happī Kamōn?» (きらりん☆コロン! ハッピーかも〜ん?)                                              | 2007-08-10  |
| 71  | Summer! Swimsuit! All-star Cast «Natsu-da! Mizugi-da! Nishi mo Higasi mo Ōrusutā» (夏だ! 水着だ! 西も東もオールスター)                            | 2007-08-17  |
| 72  | Check! Kirari and Hikaru Coordinate Clothes? «Chēkku! Kirari to Hikaru ga Kōdenēto?» (チェーック! きらりとひかるがこうでねぇと?)                  | 2007-08-24  |
| 73  | Quaver! Lost DOUBLE CRESCENT!? «Wanawanā! "Ushi"nawareta Daburu Kuressento!?» (ワナワナ〜! ウシなわれたダブルクレッセント!?)                      | 2007-08-31  |
| 74  | Musical♪ Outburst! Lose Weight!! «Mūjikaru♪ Hādo na Bakuhatsu! Yaserupiā!!» (ミュージカル♪ ハードなバクハツ! ヤセルピアー!!)                      | 2007-09-07  |
| 75  | Twinkle! Hikaru☆ on Stage! «Kirān! Hikaru ☆On-Sutēji!» (キラーン! ひかる☆オンステージ!)                                                           | 2007-09-14  |
| 76  | Dark Entrapment that Tears Kira☆Pika Apart!? «Kira☆Pika Hutari o Hikisaku Kuroi Wana!?» (きら☆ぴか 二人を引き裂く黒いワナ!?)                      | 2007-09-21  |
| 77  | Forever♪ Kira☆Pika Last Concert♪♪ «Fōebā♪ Kira☆Pika Rasuto Konsāto♪♪» (フォーエバー♪ きら☆ぴかラストコンサート♪♪)                                 | 2007-09-28  |
| 78  | SHIPS vs GEPS Dance Battle «SHIPS Tai GEPS Dansu Batoru» (SHIPS vs GEPS ダンスバトル)                                                             | 2007-10-05  |
| 79  | SHIPS Disbands!? Good-bye Hiroto... «SHIPS Kaisan!? Good-bye Hiroto...» (SHIPS解散!? グッバイヒロト...)                                           | 2007-10-12  |
| 80  | Uh-huh!? Mushroom Ambassador and HAPPY MAITAKE!! «Sōnandā!? Kinoko Taishi de Happī Maitake!!» (ソーナンダー!? きのこ大使でハッピーまいたけ!!)     | 2007-10-19  |
| 81  | SOS! Nā-san Robot is Magnum-force!! «SOS! Nā-san-Robo wa SaikyōnanoRESU!!» (SOS! なーさんロボは最強なのレス!!)                                    | 2007-10-26  |
| 82  | SEIJI☆Secretly Pursues Solo Work!! «SEIJI☆Sorōri Soro Katsudō!!» (SEIJI☆そろ〜りソロ活動!!)                                                       | 2007-11-02  |
| 83  | «Tsuinzu! Tonde Massuru! Nabe Tabemassuru!!» (ツインズ!飛んでマッスル!鍋食べマッスル!!)                                                           | 2007-11-09  |
| 84  | Confess your Heart! Erina Falls in Love! «Kokuri-makure! Erina Fōrin Rabu!» (告りまくれ!エリナフォーリンラブ!)                                    | 2007-11-16  |
| 85  | Crane and Tortoise! Kirari and Seiji Get Married Suddenly!? «Tsuru-kame! Kirari to Seiji ga Dengeki Kekkon!?» (ツルカメ!きらりと星司が電撃結婚!?) | 2007-11-23  |
| 86  | Black Ambition! Blackwood Starts Up «Kuroki Yabō! Burakku-uddo Shidō» (黒き野望! ブラックウッド始動)                                              | 2007-11-30  |
| 87  | Black Revolution! Crisis in the Muranishi Company «Kuroki Kakumei! Muranishi-Jimusyo no Kiki!!» (黒き革命! 村西事務所の危機!!)                    | 2007-12-07  |
| 88  | «Burakku Muun!? NAZO no Shōjo Debut!!» (ブラックムーン!?ナゾの 少女デビュー!!)                                                                    | 2007-12-14  |
| 89  | «Ocha Kumi Kirari Ha Mi Ta! Kuroki Himitsu!!» (お 茶くみきらりは 見た!黒き 秘密!!)                                                                | 2007-12-21  |
| 90  | «Kuro Fesu! Sutēji no Kirari Dai Shuugou!!» (黒フェス! ステージにきらりん 大 集合!!)                                                              | 2007-12-28  |
| 91  | Kirari's First Date Collection «Fasuto Deeto? Kirari Korekushon» (ファーストデート☆きらりんコレクション)                                          | 2008-01-11  |
| 92  | SHAKIN! KIRARI × charismatic beautician «Shakin! Kirari Kakeru Karisuma Biyou-Shi» (シャキン!きらり×カリスマ 美容師)                              | 2008-01-18  |
| 93  | Aoi idol graduation «Aidoru Aoi Guradeeshon» (アイドルあおい♪グラデュエーション♪♪)                                                                | 2008-01-25  |
| 94  | Jump around! Kirari on Ice!! «Ton de Mawatte! Kirari on Aisu!!» (跳んで 回って!きらりん onアイス!!)                                               | 2008-02-01  |
| 95  | «Micchaku 24 Jikan Aidoru no Himitsu!!» (密着24時間 アイドルのヒミツ!!)                                                                           | 2008-02-08  |
| 96  | «Kirari Hime!! Bacharugemu de Daibouken Nano Resu» (きらり 姫!! バーチャルゲームで 大 冒険なのレス)                                               | 2008-02-15  |
| 97  | Hollywood! Actress Luna Visit Japan!! «Hariuddo! Joyuu Runa Rainichi!!» (ハリウッド! 女優ルナ 来日!!)                                             | 2008-02-22  |
| 98  | That's not fair, is it? Lucas Berg Audition «Sonna noari? Rukasubaguo Deishon» (そんなのあり? ルカスバーグオーディション)                         | 2008-02-29  |
| 99  | KIRARI and HANIKAMIDETO ☆ Luna! ! «Runa to Kirari Hanikami Deto !!» (ルナときらり☆ハニカミデート!!)                                               | 2008-03-07  |
| 100 | Start filming! Miracle meet. Naomi and Sakurako «Kurankuin! Naomi to Sakurako. Kiseki no deai» (クランクイン! ナオミと 桜子· 奇跡の 出 会い)      | 2008-03-14  |
| 101 | ... Mom! Crank up the tears «Mama...! Namida no Kurankuappu» (ママ...! 涙のクランクアップ)                                                        | 2008-03-21  |
| 102 | Kirari's Farewell Concert!? «Kirari Sayonara Konsato!?» (ママ...! 涙のクランクアップ きらりん☆サヨナラコンサート!?)                               | 2008-03-28  |

## Музыка
Открывающие и закрывающие темы исполнялись, в частности, Кохару Кусуми, и другие задействованными актрисами озвучивания.

### Опенинги
1. «Koi Kana» (эп. 1—26)
исполняет Кирари Цукусима с участием Кусуми Кохару
2. «Balalaika» (эп. 27—51)
исполняет Кирари Цукусима с участием Кусуми Кохару
3. «Happy» (эп. 52—67)
исполняет Кирари Цукусима с участием Кусуми Кохару
4. «Hana o Pun» (эп. 68—77)
исполняет дуэт Kira Pika — Кирари Цукусима (Кусуми Кохару) и Мидзуки Хакару (Май Хагивара)
5. «Chance!» (эп. 78—102)
исполняет Кирари Цукусима с участием Кусуми Кохару
6. «Anataboshi» (эп. 103—128)
исполняет группа Milky Way
7. «Tan Tan Tan!» (эп. 129—153)
исполняют группа Milky Way и Кирари

## Список игр, основанных на манге и сериале
Компанией Konami на основе Kirarin Revolution было выпущено 7 игр:
Тетрис
- Na-san (Tamagotchi)

Игры для Nintendo DS
- Kirarin Revolution: Kira Kira Idol Audition (август 10, 2006)
- Kirarin Revolution: Naa-san to Issho (Nintendo DS декабрь 7, 2006)
- Kirarin Revolution: Mezase! Idol Queen(Nintendo DS, июль 12, 2007)
- Kirarin Revolution: Tsukutte Misechao! Kime*Kira Stage (декабрь 12, 2007)
- Kirarin Revolution: Minna de Odorou Furi Furi Debut! (Июль 24, 2008)
- Kirarin Revolution: Atsumete Change! Kurikira * Code (декабрь 20, 2008)